# Shāriyah
Shāriyah (arabiska: شارِية), född 815, död 870, var en abbasidisk qiyan och sångerska och kompositör. Hon är känd som hovsångerska hos kalif al-Mu'tasim (regent 833-842) och kalif Al-Wathiq (regent 842-847).
Hon tycks ha fötts som slav, dotter till en arabisk man och hans konkubin på den arabiska halvön. Hon blev uppenbarligen utbildad till qiyan. Hon såldes av sin mor till den abbasidiska prinsen Ibrahim ibn al-Mahdi (779–839), och hamnade därmed vid hovet i Samarra. 
Hon var verksam som qiyan vid kalifens hov. I egenskap av slavinna kunde hon visa sig för män, och hon uppträdde med de andra qiyan med sång, poesi och andra konstarter. Hon både skrev och framförde sång. Hon var ledare för sin egen kör av slavsångerskor, av vilka Milh al-Attara var en.
Hon är känd för sitt deltagande i en musiktävling hon deltog i vid hovet som ledare av en grupp slavsångflickor mot sin rival ‘Arīb al-Ma’mūnīya, som var ledare för sin egen kör (som vann tävlingen). Rivaliteten var välkänd inom det dåvarande kulturlivet, där den abbasidiska överklassen delade in sig i stöd för den ena eller andra. 
Hon uppges ha frigetts någon gång under kalif Al-Wathiqs regeringstid på 840-talet.